# Eugen Jahnke
Paul Rudolf Eugen Jahnke (Berlim, 30 de novembro de 1861 — Berlim, 18 de outubro de 1921) foi um matemático alemão.
Foi palestrante convidado do Congresso Internacional de Matemáticos em Paris (1900).